# 후쿠시마현 동쪽 해역 지진
후쿠시마현 동쪽 해역 지진(일본어: 福島県東方沖地震)은 후쿠시마현 동쪽 해역에서 1938년 11월 5일부터 6일까지 3번 연달아 온 지진이다.  일련의 지진으로 1명이 사망했다.  후쿠시마 현에서 약 1미터의 지진해일이 관측되었지만, 해일로 인한 사망자는 없었다.

## 지진 목록
일련의 지진에있어서, M7 이상의 지진은 다음과 같다.
| 발생일시        | 발생일시  | 규모 | 최대 진도                              |
| --------------- | --------- | ---- | -------------------------------------- |
| 1938년 11월 5일 | 17시 43분 | M7.5 | 진도5 (미야기현·후쿠시마현·이바라키현) |
| 1938년 11월 5일 | 19시 50분 | M7.3 | 진도5 (미야기현·후쿠시마현)            |
| 1938년 11월 6일 | 17시 53분 | M7.4 | 진도5 (후쿠시마현)                     |